# Dick's Picks Volume 30
Dick's Picks Volume 30 es el trigésimo álbum en vivo de Dick's Picks, serie  de lanzamientos en vivo de la banda estadounidense Grateful Dead. Fue grabado el 25 y 28 de marzo de 1972 en el Academy of Music, en Nueva York, Nueva York.
La cinta de audio casi no llegó a la bóveda ya que no se sabía si había sido grabada. Fue encontrada en un antiguo granero y restaurada por Rob Eaton en 1995.
En este conjunto de cuatro CDs se incluye la actuación completa del 28 de marzo de 1972 más selecciones del 25 de marzo de 1972 y del 27 de marzo de 1972. El espectáculo del 25 de marzo (una fiesta semiprivada reservada por Hell's Angels y anunciada como “Jerry Garcia & Friends”) contó con Bo Diddley como invitado, cuya actuación, respaldada por Grateful Dead, se incluye en el disco uno. Otras rarezas contenidas en este volumen son las únicas presentaciones en vivo de Grateful Dead de «How Sweet it Is (to be loved by you)», «Are You Lonely for Me» y «The Sidewalks of New York» (interpretada como una breve interpretación instrumental antes del encore).

## Caveat emptor
Cada volumen de Dick's Picks tiene su propia etiqueta “caveat emptor”, que informa al oyente sobre la calidad del sonido de la grabación. La etiqueta del volumen 30 dice:
“Dick's Picks Vol. 30 fue masterizado desde 2 cintas de pistas que, teniendo 31 años, pueden mostrar algunos efectos menores de los estragos del tiempo. Sin embargo, hemos hecho todo lo posible para que las cintas suenen lo más perfectas posible. Disfrútalo.”

## Recepción de la crítica
En una reseña para AllMusic, Lindsay Planer declaró: “La serie de lanzamientos de archivo Dick's Picks de Grateful Dead presentó constantemente facetas únicas dentro de la evolución musical de tres décadas de la banda. La trigésima entrega bien puede ser la más interesante hasta ahora desde la perspectiva de los entusiastas mayores y decididamente más hastiados, ya que contiene vibraciones que no han sido objeto de grandes intercambios ni contrabando, especialmente en una calidad de sonido tan notablemente alta”.
John Metzger, crítico de The Music Box, comentó: “A lo largo de su carrera, Grateful Dead invitó a innumerables artistas a compartir su escenario. [...] Tal fue el caso del gran espectáculo de blues de Grateful Dead con Bo Diddley que abre Dick's Picks, Volume 30. Tomado de un concierto del 25 de marzo de 1972 en el Academy of Music de la ciudad de Nueva York, gran parte del mini-set fue desigual y áspero [...], lo que indudablemente se debió al poco o ningún ensayo previo al espectáculo”.

## Lista de canciones
Todas las canciones escritas y compuestas por Jerry Garcia y Robert Hunter, excepto donde esta anotado. 
| Disco uno |                                            |                                           |          |  |
| N.º       | Título                                     | Escritor(es)                              | Duración |  |
| 1.        | «Hey Bo Diddley» (con Bo Diddley)          | Bo Diddley                                | 4:10     |  |
| 2.        | «I'm a Man (Mannish Boy)» (con Bo Diddley) | Diddley                                   | 6:00     |  |
| 3.        | «I've Seen Them All» (con Bo Diddley)      | Diddley                                   | 7:44     |  |
| 4.        | «Jam» (con Bo Diddley)                     | Diddley Grateful Dead                     | 10:00    |  |
| 5.        | «Mona» (con Bo Diddley)                    | Diddley                                   | 3:37     |  |
| 6.        | «How Sweet It Is (To Be Loved by You)»     | Lamont Dozier Brian Holland Eddie Holland | 7:57     |  |
| 7.        | «Are You Lonely for Me»                    | Bert Berns                                | 7:38     |  |
| 8.        | «Smokestack Lightnin'»                     | Howlin' Wolf                              | 13:12    |  |
| 9.        | «Playing in the Band»                      | Mickey Hart Hunter Bob Weir               | 11:11    |  |

| Disco dos |                        |                                |          |  |
| N.º       | Título                 | Escritor(es)                   | Duración |  |
| 1.        | «Truckin'»             | Garcia Hunter Phil Lesh Weir   | 9:49     |  |
| 2.        | «Tennessee Jed»        |                                | 7:45     |  |
| 3.        | «Chinatown Shuffle»    | Ron “Pigpen” McKernan          | 3:10     |  |
| 4.        | «Black-Throated Wind»  | John Perry Barlow Weir         | 6:49     |  |
| 5.        | «You Win Again»        | Hank Williams                  | 5:10     |  |
| 6.        | «Mr. Charlie»          | Hunter McKernan                | 5:03     |  |
| 7.        | «Mexicali Blues»       | Barlow Weir                    | 4:37     |  |
| 8.        | «Brokedown Palace»     |                                | 6:14     |  |
| 9.        | «Next Time You See Me» | Frank Forest William G. Harvey | 4:53     |  |
| 10.       | «Cumberland Blues»     | Garcia Hunter Lesh             | 6:10     |  |

| Disco tres |                                         |                                     |          |  |
| N.º        | Título                                  | Escritor(es)                        | Duración |  |
| 1.         | «Looks Like Rain»                       | Barlow Weir                         | 8:07     |  |
| 2.         | «Big Railroad Blues»                    | Noah Lewis                          | 4:09     |  |
| 3.         | «El Paso»                               | Marty Robbins                       | 5:25     |  |
| 4.         | «China Cat Sunflower»                   |                                     | 5:05     |  |
| 5.         | «I Know You Rider»                      | tradicional, arr. por Grateful Dead | 6:27     |  |
| 6.         | «Casey Jones»                           |                                     | 6:44     |  |
| 7.         | «Playing in the Band»                   |                                     | 13:57    |  |
| 8.         | «Sugaree»                               |                                     | 7:36     |  |
| 9.         | «The Stranger (Two Souls in Communion)» | McKernan                            | 8:59     |  |

| Disco cuatro |                                   |                                     |          |  |
| N.º          | Título                            | Escritor(es)                        | Duración |  |
| 1.           | «Sugar Magnolia»                  | Hunter Weir                         | 6:56     |  |
| 2.           | «The Other One»                   | Bill Kreutzmann Weir                | 28:17    |  |
| 3.           | «It Hurts Me Too»                 | Elmore James                        | 9:24     |  |
| 4.           | «Not Fade Away»                   | Charles Hardin Holley Norman Petty  | 5:27     |  |
| 5.           | «Goin' Down the Road Feelin' Bad» | tradicional, arr. por Grateful Dead | 8:20     |  |
| 6.           | «Not Fade Away»                   |                                     | 3:25     |  |
| 7.           | «The Sidewalks of New York»       | James W. Blake Charles B. Lawlor    | 1:11     |  |
| 8.           | «One More Saturday Night»         | Weir                                | 4:43     |  |

## Créditos y personal
Créditos adaptados desde el folleto que acompaña al CD.
Grateful Dead
- Jerry Garcia – voz principal y coros, guitarra líder
- Donna Jean Godchaux – coros
- Keith Godchaux – piano
- Bill Kreutzmann – batería
- Phil Lesh – bajo eléctrico, coros
- Ron “Pigpen” McKernan – órgano, percusión, armónica, coros
- Bob Weir – guitarra rítmica, coros

Músicos adicionales
- Bo Diddley – guitarra, coros (1–5)

Personal técnico
- Betty Cantor-Jackson – grabación
- David Lemieux – archivista
- Jeffrey Norman – masterización
- Eileen Law/Grateful Dead Archives – investigadora de archivo

Diseño
- Robert Minkin – ilustración, diseño de embalaje, fotografía